# WrestleMania X-Seven
WrestleMania X-Seven, nota anche come WrestleMania 17, è stata la diciassettesima edizione dell'annuale e omonimo evento in pay-per-view di wrestling, prodotto dalla World Wrestling Federation.
L'evento si è svolto il 1º aprile 2001 al Reliant Astrodome di Houston. In occasione dell'evento si stabilì il record di presenze al Reliant Astrodome, grazie ai 67.925 biglietti venduti, per un ricavato pari a quasi 3 milioni e mezzo di dollari. La tagline dell'evento fu Houston... We have a problem, mentre la colonna sonora è stata My Way dei Limp Bizkit.
Il main event fu il No Holds Barred match per il WWF Championship tra il campione The Rock e lo sfidante Steve Austin. Gli incontri predominanti dell'undercard furono Triple H contro The Undertaker, il secondo Tables, Ladders, and Chairs match per il WWF Tag Team Championship e lo Street Fight match tra Vince McMahon e Shane McMahon.
L'evento venne accolto con critiche entusiastiche ed è considerato uno dei migliori pay-per-view nella storia della federazione, così come l'atto conclusivo della cosiddetta Attitude Era, nonché probabilmente la migliore edizione di WrestleMania di sempre.

## Storyline

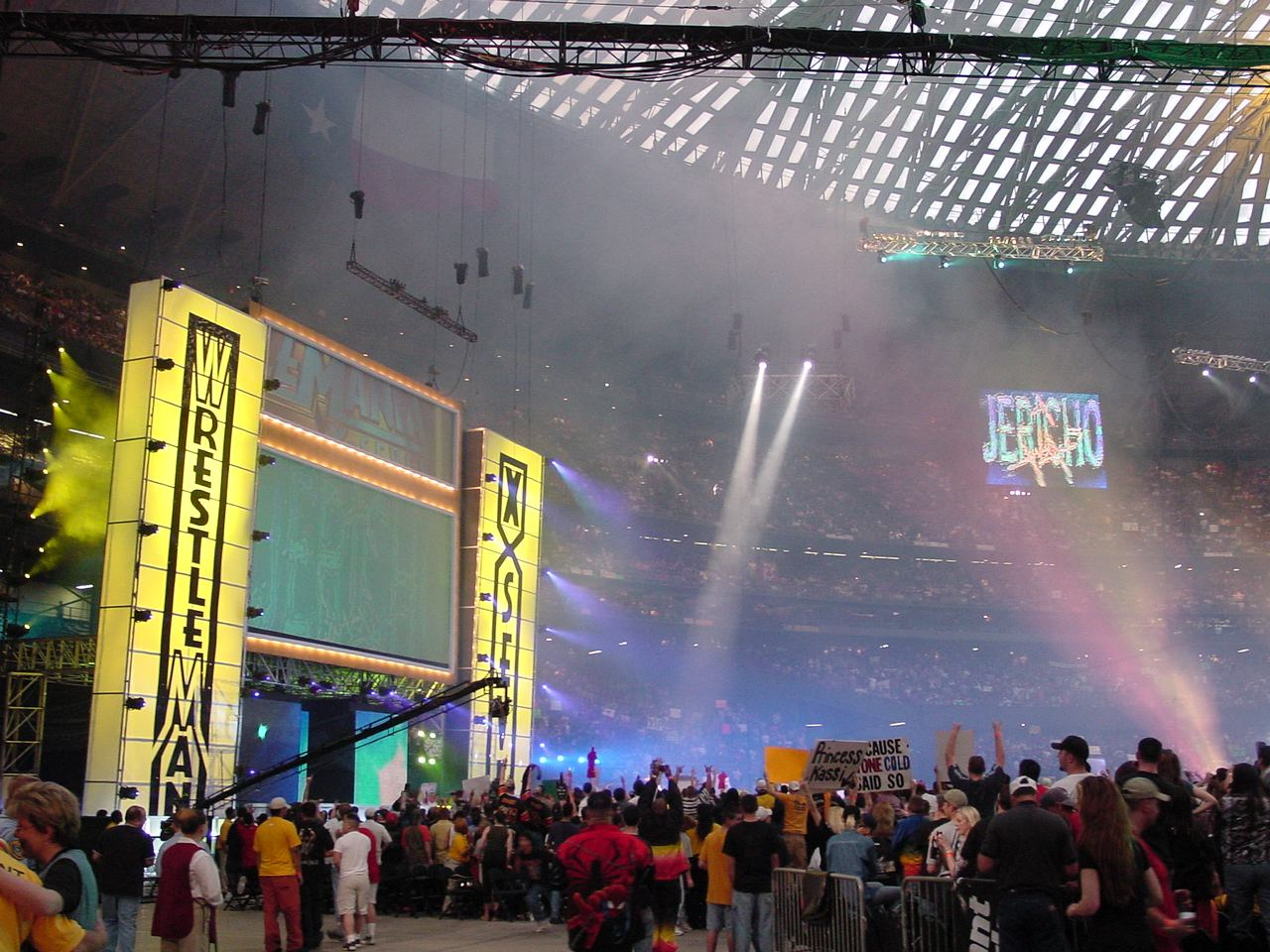
Lo stage di WrestleMania X-Seven

La faida principale di WrestleMania X-Seven fu quella tra Steve Austin e The Rock per il WWF Championship. The Rock e Steve Austin si erano già affrontati per il WWF Championship a WrestleMania XV e Backlash nel 1999. Steve Austin guadagnò l'opportunità di competere per il WWF Championship a WrestleMania X-Seven dopo aver vinto la Royal Rumble 2001 eliminando per ultimo Kane, mentre The Rock divenne per la sesta volta campione WWF quando sconfisse Kurt Angle a No Way Out. Durante la faida, venne ordinato alla moglie di Austin, Debra la quale stava cercando di tornare nel ruolo di manager, dal chairman della WWF Vince McMahon di essere la manager di The Rock contro la sua volontà e quelle di Rock e Austin. Di conseguenza, in caso Debra si fosse fatta male, Austin avrebbe ritenuto responsabili dell'accaduto The Rock e McMahon. Nella puntata di Raw is War del 12 marzo, durante il suo rematch contro Kurt Angle, The Rock fu sottomesso alla Ankle Lock. Quando Debra andò a controllare le condizioni di The Rock, Angle sottomise anche lei alla Ankle Lock. Austin intervenne e la salvò da Angle e colpì The Rock con la Stone Cold Stunner. La settimana successiva a Raw, durante il 2-on-3 handicap match tra la coppia formata da Chris Benoit, Kurt Angle e William Regal contro quella formata da Chris Jericho e The Rock, Austin fece la sua interferenza e subì la Rock Bottom come vendetta della Stunner subìta la settimana precedente. Nella puntata di SmackDown! del 29 marzo, Debra fu rimossa dal ruolo di manager da Mr. McMahon dopo non essere riuscita a impedire una rissa tra Rock e Austin.
La faide secondarie dell'evento contrapposero i Brother of Destruction (The Undertaker e Kane) rispettivamente contro Triple H e Big Show. Dopo aver sconfitto Steve Austin in un Three Stages of Hell match a No Way Out, Triple H rivendicò di meritare un posto nel main event di WrestleMania in quanto aveva sconfitto chiunque nella WWF, inclusi The Rock e Austin. The Undertaker fece eccezione e disse a Triple H che non l'aveva mai sconfitto. Prima di WrestleMania X-Seven, i due non si erano mai affrontati in un match uno contro uno in un evento pay-per-view. Durante la sua entrata per il match valevole per l'Hardcore Championship contro Big Show, Triple H attaccò The Undertaker. Kane corse in soccorso di Undertaker e lo salvò da un ulteriore attacco, ma venne attaccato da Big Show. Nella successiva puntata di SmackDown", The Undertaker tentò di far interruzione nella limousine di Triple H e sua moglie, Stephanie McMahon-Helmsley, ma fu arrestato dalla polizia. Di conseguenza, Kane chiese un match contro Triple H nella stessa sera che perse in seguito all'interferenza di Big Show a nome di Triple H. Kane si vendicò interferendo nel match per l'Hardcore Championship tra Big Show e Raven a Raw is War, aiutando quest'ultimo a schienare Show e diventare il nuovo campione Hardcore. L'arresto di The Undertaker portò a un ordine restritivo da parte di Stephanie. I Brothers of Destruction interferirono nel match tra Triple H e Test e Kane inseguì Stephanie. Con Stephanie tenuta in ostaggio da Kane, il commissioner della WWF, William Regal concesse i match a The Undertaker e Kane a WrestleMania rispettivamente contro Triple H e Big Show. Dopo essere stato attaccato durante un match per l'Hardcore Championship, Regal incluse Raven nel match tra Kane e Big Show, rendendolo un triple threat match per l'Hardcore Championship.
Un'altra faida importante fu quello tra Vince McMahon e suo figlio Shane McMahon. La rivalità iniziò con la disapprovazione di Vince riguardo al lavoro di Mick Foley come commissioner e l'organizzazione del six-man hell in a cell match a Armageddon. Nonostante i suoi tentativi, Foley ricevette il completo supporto di Linda McMahon, moglie di Vince e CEO della WWF. Non contento del risultato, Vince chiese il divorzio a Linda. Poco dopo Armageddon, Linda venne ricoverata all'ospedale dopo aver sofferto di esaurimento nervoso. Mentre Linda era ricoverata, il consiglio d'amministrazione nominò Vince come nuovo CEO della WWF, permettendogli di licenziare Foley dal ruolo di commissioner. Mentre Linda era in stato di coma, Vince iniziò una relazione pubblica con Trish Stratus. La figlia di Vince, Stephanie McMahon-Helmsley, fu inizialmente lusingata dal cambiamento degli eventi. A No Way Out, Stephanie sconfisse Trish per schienamento dopo un run-in di William Regal. Nella puntata di Raw is War del 26 febbraio, durante il tag team match tra la coppia formata da Vince McMahon e Trish Stratus contro quella formata da William Regal e Stephanie McMahon-Helmsley, la Stratus venne umiliata dai tre partecipanti. Negli show seguenti, Vince continuò a umiliare Trish costringendola ad abbaiare come un cane e rimanere in lingerie. Nonostante ciò, Trish rimase fedele a Vince e lo implorò per il perdono. Nella puntata di Raw is War del 12 marzo, Shane McMahon fece il suo ritorno in WWF. Arrabbiato per la decisione del padre, Shane colpì Vince con una serie di pugni per poi essere fermato da William Regal. Nella puntata successiva di SmackDown!, Shane spiegò le sue azioni come risultato di frustrazione e manipolazione di sua sorella, la salute della madre e il trattamento di Vince ai danni di Trish. Il 23 marzo, la World Wrestling Federation Entertainment, Inc. acquistò la federazione rivale, la World Championship Wrestling (WCW) dalla Turner Broadcasting System, Inc.. Vince non accettò di essere stato scavalcato dal figlio nella trattativa e, dopo numerosi screzi, i due decisero di affrontarsi in uno street fight match con Mick Foley nel ruolo di arbitro speciale.

## Evento
| Ruolo:         | Nome:                                |
| -------------- | ------------------------------------ |
| Commentatori   | Jim Ross                             |
| Commentatori   | Bobby Heenan (Gimmick battle royal)  |
| Commentatori   | Gene Okerlund (Gimmick battle royal) |
| Commentatori   | Carlos Cabrera (lingua spagnola)     |
| Commentatori   | Hugo Savinovich (lingua spagnola)    |
| Intervistatori | Jonathan Coachman                    |
| Intervistatori | Michael Cole                         |
| Intervistatori | Kevin Kelly                          |
| Annunciatori   | Howard Finkel                        |
| Arbitri        | Mike Chioda                          |
| Arbitri        | Jack Doan                            |
| Arbitri        | Earl Hebner                          |
| Arbitri        | Theodore Long                        |
| Arbitri        | Chad Patton                          |
| Arbitri        | Mike Sparks                          |
| Arbitri        | Tim White                            |

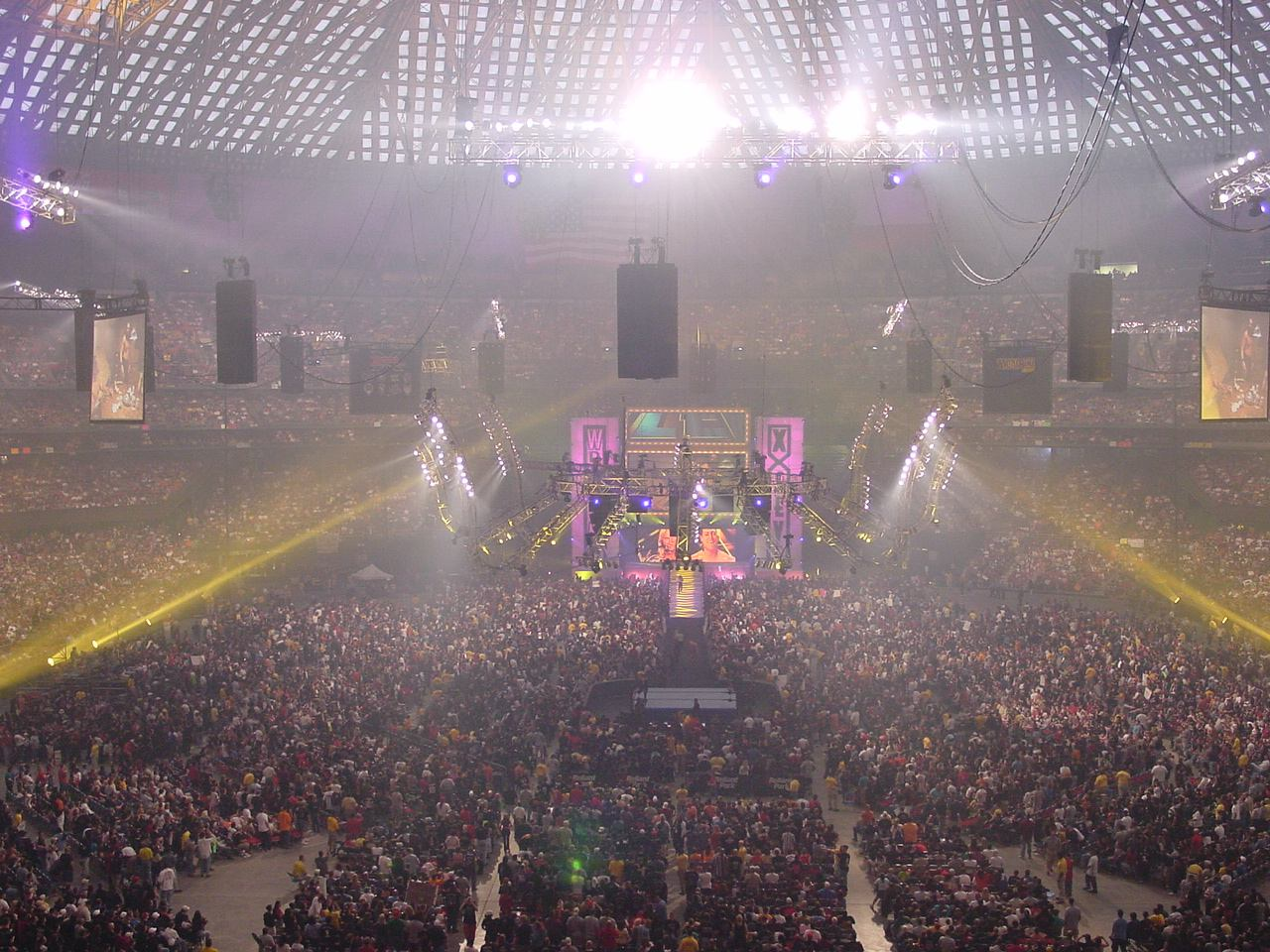
La folla record di 67.925 spettatori paganti al Reliant Astrodome

Nel pomeriggio, prima della messa in onda in diretta dell'evento, gli X-Factor Justin Credible e X-Pac sconfissero Steve Blackman e Grand Master Sexay in un Tag Team match. Durante l'incontro, interferì in favore degli X-Factor Albert, che tirò Sexay fuori dal ring e permise a X-Pac e Credible di mettere a segno la loro mossa finale contro Blackman per lo schienamento decisivo.
Il primo match del pay-per-view vide Chris Jericho difendere l'Intercontinal Championship contro il commissioner della WWF William Regal.
Nel secondo match Tazz e The APA (Bradshaw e Faarooq) sconfissero i Right to Censor (The Goodfather, Val Venis e Bull Buchanan) al termine di un Six-man Tag Team match.
Il terzo match fu un Triple Threat Hardcore match tra Raven, Kane e Big Show per il WWF Hardcore Championship. Durante l'incontro, i tre lottatori si diedero battaglia fuori dal ring, tra la folla e nel backstage. Il match terminò dopo che Kane gettò dallo stage d'ingresso Raven e Big Show, schienando quest'ultimo e diventando il nuovo Hardcore Champion.
Il quarto match vide Eddie Guerrero difendere l'European Championship contro Test, grazie alle interferenze dei membri dei The Radicalz, Dean Malenko e Perry Saturn.
Il quinto match contrappose Kurt Angle e Chris Benoit. Durante l'incontro, entrambi i lottatori tentarono di sottomettere il proprio avversario rubandogli la relativa mossa finale: Benoit usò l'Ankle Lock contro Angle, mentre Angle applicò la Crippler Crossface contro Benoit. Angle portò a casa il match dopo aver schienato Benoit con un roll-up, facendo scorrettamente leva sulle corde del ring.
Il sesto match vide Chyna conquistare il Women's Championship ai danni della campionessa Ivory.
Il settimo match fu lo Street Fight match tra Shane McMahon e Vince McMahon con arbitro speciale Mick Foley. Shane dominò il padre per buona parte dell'incontro, ma venne rallentato dalle interferenze di sua sorella Stephanie. Successivamente fece il suo ingresso anche Linda McMahon, spinta su una sedie a rotelle da Trish Stratus, che colpì il marito con un low blow, mentre Trish scatenò una rissa fuori dal ring con Stephanie. Shane ne approfittò per chiudere il match con un dropkick dalle corde dopo aver messo un bidone della spazzatura davanti alla faccia di Vince.
L'ottavo match fu il cosiddetto "TLC II", che vedeva i tre team Dudley Boyz, Hardy Boyz, e Edge e Christian nella rivincita di un Tables, Ladders, and Chairs match per il Tag Team Championship (dopo l'incontro di SummerSlam 2000 e il 3-Way Ladder match di WrestleMania 16). Durante il match, interferirono alleati diversi per ogni team: Spike Dudley per i Dudley Boyz, Rhyno per Edge e Christian, e Lita per gli Hardy Boyz. Come nei precedenti match che vedevano coinvolti i tre team, anche questo fu vinto da Edge e Christian.
Il nono match fu dedicato alla Gimmick Battle Royal, una battaglia reale tra le gimmick più strane di tutti i tempi. L'incontro venne occasionalmente commentato dagli ex-annunciatori "Mean Gene" Okerlund e Bobby "The Brain" Heenan. The Iron Sheik vinse il match dopo aver eliminato Hillbilly Jim. Per vendicarsi della sua precedente eliminazione, Sgt. Slaughter rientrò nel ring a fine match e mise Iron Sheik nella Cobra Clutch.
Il penultimo incontro fu quello tra Triple H e The Undertaker. Triple H entrò nello stadio con la sua theme song "The Game", per l'occasione cantata dal vivo dai Motörhead. Approfittando di un momentaneo stordimento dell'arbitro Mike Chioda, i due lottatori portarono il combattimento fuori dal ring, salendo su di un'impalcatura posta in mezzo alla folla, dalla quale Undertaker scaraventò Triple H con una Chokeslam. Tornati nel ring, con l'arbitro ancora incosciente, Triple H colpì Undertaker alla testa con uno sledgehammer durante un tentativo di Last Ride Powerbomb, ottenendo tuttavia solamente un conto di due. Il match si concluse con una Last Ride Powerbomb messa a segno da Undertaker, il quale migliorò ulteriormente il suo record di vittorie a WrestleMania.
Il main event fu il match con il palio il WWF Championship tra il campione The Rock e lo sfidante Steve Austin, che venne sorprendentemente annunciato come No disqualification match poco prima dell'ingresso dei lottatori sul ring. Durante l'incontro, i due si picchiarono dentro e fuori dal ring, arrivando entrambi a sanguinare dopo essersi colpiti a vicenda con la campanella d'acciaio. Nel frattempo intervenne Vince McMahon per assistere al match da bordo ring. Quando The Rock tentò di battere Austin con il People's Elbow, McMahon salì sul quadrato per interrompere lo schienamento. Dopo aver inseguito McMahon sul ring, The Rock venne colpito da Austin con la sua stessa mossa finale, la Rock Bottom. Successivamente Austin colpì l'avversario con una Stone Cold Stunner, ma senza riuscire ad ottenere lo schienamento vincente. A quel punto Steve Austin chiese a McMahon di passargli una sedia d'acciaio per colpire The Rock, rivelando così il suo inaspettato turn heel. Dopo aver colpito The Rock con sedici sediate d'acciaio, Austin conquistò lo schienamento vincente e divenne il nuovo campione della federazione. A fine match, strinse la mano a McMahon e brindò con le birre insieme a lui.

## Eventi successivi

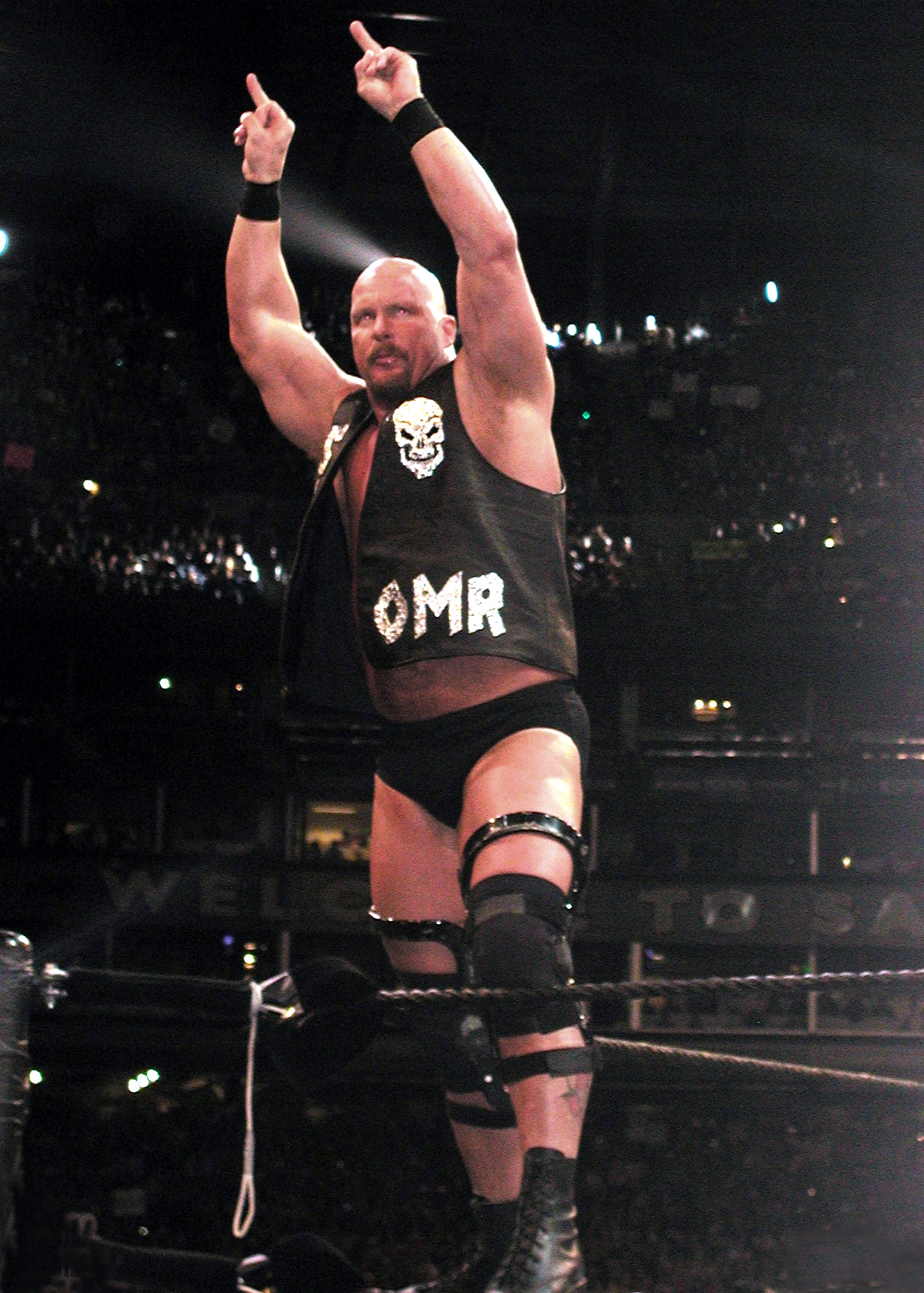
Il turn heel di Steve Austin rappresentò uno dei colpi di scena più clamorosi dell'evento

La notte seguente all'evento, Austin e The Rock si affrontarono con in palio il titolo in uno Steel cage match a Raw is War. L'incontro fu condizionato dalle continue interferenze di Triple H e Vince McMahon a favore di Austin, i quali diedero così vita alla stable dei The Power Trip. Nell'ambito della storyline, The Rock venne temporaneamente sospeso dalla federazione. Ciò gli permise nella realtà di iniziare le riprese del film Il Re Scorpione. The Rock e Austin si affronteranno di nuovo due anni più tardi a WrestleMania XIX, in quello che sarà l'ultimo match ufficiale disputato da Stone Cold, fino a WrestleMania 38.
Dopo la sospensione di The Rock, Triple H continuò la faida contro Undertaker con Austin dalla propria parte. Nella puntata di SmackDownǃ del 5 aprile 2001, Triple H sfidò Chris Jericho per l'Intercontinental Championship, riuscendo a conquistare la cintura grazie alle interferenze di William Regal e Stephanie McMahon. Il feud con Undertaker venne momentaneamente messo da parte dopo che Triple H entrò in una breve rivalità con gli Hardy Boyz, che si concretizzò con la vittoria del titolo intercontinentale da parte di Jeff Hardy la settimana seguente, riconquistato tuttavia da Triple H il lunedì successivo a Raw.
Nella puntata di SmackDownǃ del 19 aprile 2001, The Brothers of Destruction (The Undertaker e Kane) sconfissero Edge e Christian per il World Tag Team Championship in un No disqualification match. Austin e Triple H decisero di sfidare Undertaker e Kane con in palio le cinture di coppia, ma a causa di alcune lamentele di Linda McMahon, il match tra i due team fissato per Backlash si trasformò in un Winner Take All tag team match dove furono messi in palio anche il titolo mondiale (di Steve Austin) e il titolo intercontinentale (di Triple H). L'incontro fu vinto dai Power Trip, che divennero il secondo team nella storia della federazione a detenere contemporaneamente le cinture di coppia e i due maggiori titoli singolari. La faida raggiunse il proprio culmine a Judgment Day quando Austin sconfisse Undertaker per mantenere il titolo mondiale, mentre Kane sconfisse Triple H per il titolo intercontinentale. La notte seguente Austin e Triple H persero i titoli di coppia contro Chris Jericho e Chris Benoit; nel corso del match Triple H riportò la rottura del quadricipite sinistro, che lo costrinse a quasi un anno di stop forzato dal ring. Austin concluse la rivalità da solo, mantenendo il titolo mondiale in un Triple threat match contro Benoit e Jericho a King of the Ring. Dieci anni più tardi, nel 2011, Undertaker e Triple H rinnoveranno loro rivalità, affrontandosi in un rematch a WrestleMania XXVII dove Undertaker sconfiggerà HHH per sottomissione. I due si riaffronteranno per una terza volta a WrestleMania XXVIII in un Hell in a Cell match con arbitro speciale Shawn Michaels, in cui a trionfare sarà nuovamente The Undertaker che porterà la sua striscia d'imbattibilità a WrestleMania sul 20-0.
In seguito all'acquisizione della WCW, la faida tra Vince e Shane McMahon si sviluppò in una storyline denominata The Invasion durante la seconda metà dell'anno. La storia prevedeva una vera e propria "guerra" tra le federazioni di wrestling più importanti degli Stati Uniti d'America per decretare quale fosse la migliore. Shane guidò i lottatori della WCW nell'invasione degli spettacoli televisivi della WWF nel tentativo di prendere il sopravvento sulla federazione del padre. Nella guerra fu coinvolta anche la Extreme Championship Wrestling (ECW) guidata da Stephanie McMahon, che darà vita insieme alla WCW del fratello Shane alla stable The Alliance. Linda McMahon si ricongiungerà invece con il marito per difendere la WWF.

### Recensioni
L'evento venne accolto con critiche entusiastiche da parte dei fan e critici. Venne lodato in particolar modo l'inaspettato colpo di scena finale del turn heel compiuto da Steve Austin e la sua sbalorditiva alleanza con il nemico storico Vince McMahon. Nel 2013 la WWE ha inserito Wrestlemania X-Seven al primo posto nella lista dei più grandi pay-per-view di sempre realizzati dalla federazione.

## Risultati
| #    | Incontri                                                                                 | Stipulazioni                                                                            | Durata |
| ---- | ---------------------------------------------------------------------------------------- | --------------------------------------------------------------------------------------- | ------ |
| Heat | Justin Credible e X-Pac (con Albert) hanno sconfitto Grand Master Sexay e Steve Blackman | Tag team match                                                                          | 02:46  |
| 1    | Chris Jericho (c) ha sconfitto William Regal                                             | Single match per il WWF Intercontinental Championship                                   | 07:08  |
| 2    | The Acolytes e Tazz hanno sconfitto Bull Buchanan, The Goodfather e Val Venis            | Six-man tag team match                                                                  | 03:52  |
| 3    | Kane ha sconfitto Big Show e Raven (c)                                                   | Triple threat hardcore match per il WWF Hardcore Championship                           | 09:17  |
| 4    | Eddie Guerrero (con Perry Saturn) ha sconfitto Test (c)                                  | Single match per il WWF European Championship                                           | 08:30  |
| 5    | Kurt Angle ha sconfitto Chris Benoit                                                     | Single match                                                                            | 14:04  |
| 6    | Chyna ha sconfitto Ivory (c)                                                             | Single match per il WWF Women's Championship                                            | 02:39  |
| 7    | Shane McMahon ha sconfitto Vince McMahon (con Trish Stratus)                             | Street fight match con Mick Foley come arbitro speciale                                 | 14:12  |
| 8    | Edge e Christian hanno sconfitto The Dudley Boyz (c) e The Hardy Boyz                    | Tables ladders and chairs triple threat tag team match per il WWF Tag Team Championship | 15:47  |
| 9    | The Iron Sheik ha vinto eliminando per ultimo Hillbilly Jim                              | Battle royal                                                                            | 03:07  |
| 10   | The Undertaker ha sconfitto Triple H                                                     | Single match                                                                            | 18:19  |
| 11   | Steve Austin ha sconfitto The Rock (c)                                                   | No holds barred match per il WWF Championship                                           | 28:08  |

## Battle royal

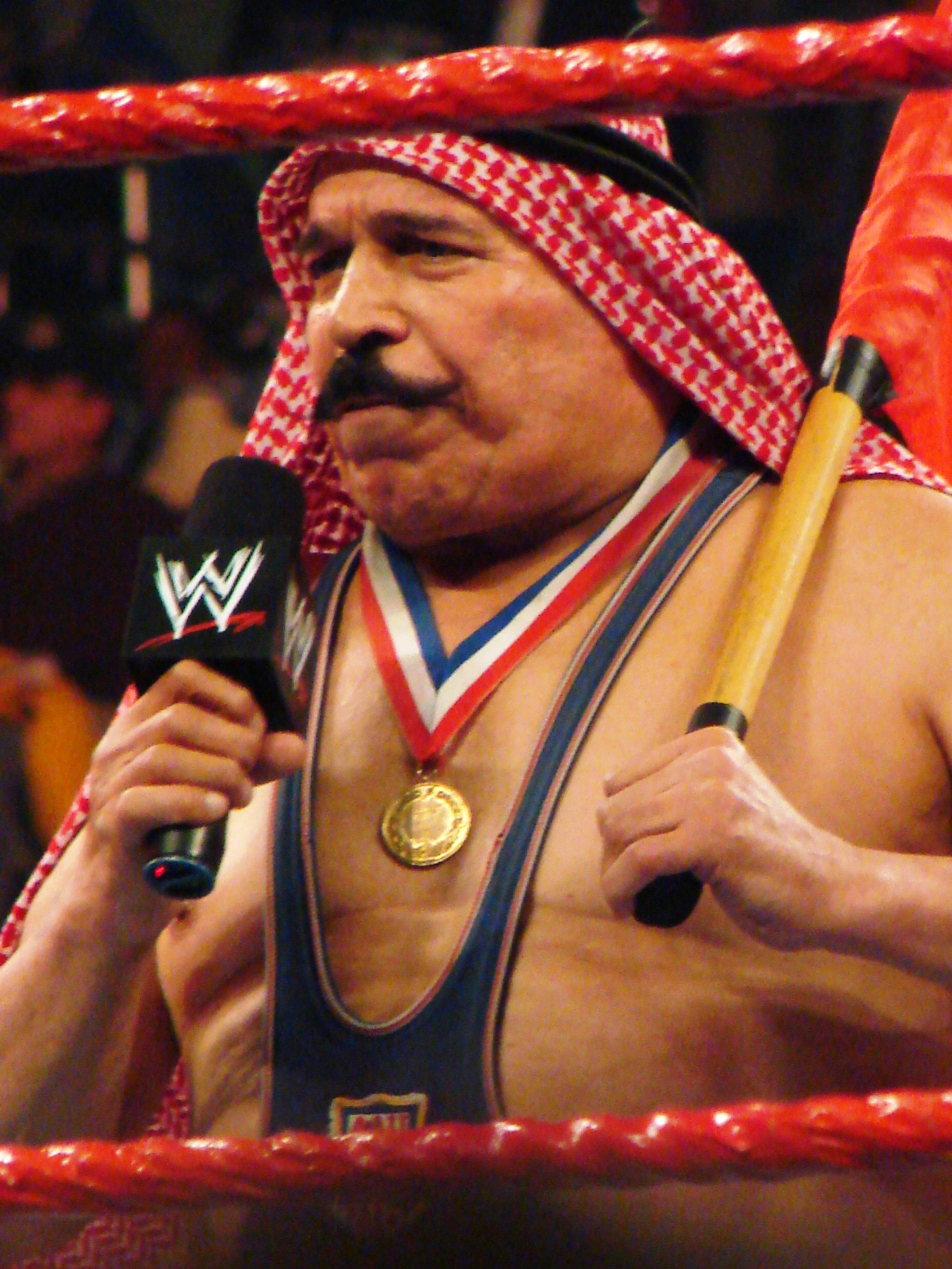
The Iron Sheik, vincitore della Gimmick Battle Royal

| #         | Wrestler          | Eliminato da      |
| --------- | ----------------- | ----------------- |
| 1°        | Repo Man          | Michael Hayes     |
| 2°        | Gobbledy Gooker   | Tugboat           |
| 3°        | Tugboat           | Earthquake        |
| 4°        | Earthquake        | Kamala            |
| 5°        | Kim Chee          | Kamala            |
| 6°        | Bushwhacker Luke  | Jim Cornette      |
| 7°        | Jim Cornette      | Hillbilly Jim     |
| 8°        | Duke Droese       | Doink the Clown   |
| 9°        | The Goon          | Bushwhacker Butch |
| 10°       | Nikolai Volkoff   | Sgt. Slaughter    |
| 11°       | Bushwhacker Butch | Doink the Clown   |
| 12°       | Doink the Clown   | Kamala            |
| 13°       | Michael Hayes     | One Man Gang      |
| 14°       | One Man Gang      | Kamala            |
| 15°       | Kamala            | Sgt. Slaughter    |
| 16°       | Brother Love      | Sgt. Slaughter    |
| 17°       | Sgt. Slaughter    | Hillbilly Jim     |
| 18°       | Hillbilly Jim     | The Iron Sheik    |
| Vincitore | The Iron Sheik    | —                 |